# Вега-Альта (Пуерто-Рико)
Вега-Альта (ісп. Vega Alta, МФА: [ˈbeɣa ˈalta]) — муніципалітет Пуерто-Рико, острівної території у складі США. Заснований 1775 року.

## Географія
Площа суходолу муніципалітету складає 73 км² (60-е місце за цим показником серед 78 муніципалітетів Пуерто-Рико).

## Демографія
Станом на 2010 рік на території муніципалітету мешкало 39 951 ос.
Динаміка чисельності населення:

## Населені пункти
Найбільші населені пункти муніципалітету Вега-Альта:
| Населений пункт | Статус | Населення :   | Населення :   | Населення :   |
| Населений пункт | Статус | на 01.04.1990 | на 01.04.2000 | на 01.04.2010 |
| --------------- | ------ | ------------- | ------------- | ------------- |
| Бреньяс         | Селище | 2 060         | 2 104         | 3 373         |
| Сейба           | Селище | 3 454         | 3 698         | 3 381         |
| Монсеррате      | Селище | 2 647         | 2 756         | 2 592         |
| Сабана          | Селище | 1 207         | 1 946         | 1 630         |
| Вега-Альта      | Місто  | 11 187        | 11 755        | 10 266        |